# Attentat du 3 janvier 2020 à Villejuif
L'attentat du 3 janvier 2020 est une attaque au couteau survenue dans le parc départemental des Hautes-Bruyères à Villejuif, lors de laquelle un homme agresse à l'arme blanche. Il fait un mort et deux blessés. Le tueur est ensuite abattu par la brigade anti-criminalité du Kremlin-Bicêtre.
L'assaillant, Nathan Chiasson, schizophrène, a un long passé de soins en psychiatrie. L’enquête permet par la suite d'établir une radicalisation islamiste certaine de son auteur ainsi qu'une préparation organisée de son passage à l'acte.

## Contexte
De nombreuses attaques au couteau ont lieu en Europe depuis plusieurs années. En France, l'attentat de la préfecture de police de Paris a précédé celle-ci de 3 mois jour pour jour.
Villejuif a été la cible d'attentats. En janvier 2015, le terroriste Amedy Coulibaly revendique l'explosion d'une voiture dans cette ville. En avril 2015, Sid Ahmed Ghlam a prévu de commettre un attentat terroriste contre deux églises de la ville et fini par tuer une femme, Aurélie Châtelain. En novembre 2015, le soir des attentats de Paris et Saint-Denis, le hall de la mairie est incendié.

## Faits
L’assaillant, Nathan Chiasson, commence ses agressions peu avant 14 h dans le parc départemental des Hautes-Bruyères de Villejuif. Il porte une djellaba bleue et se dirige vers un homme en hurlant « Allah Akbar », un cri qu’il réitère à plusieurs reprises lors de l’attaque,. Le passant menacé déclare alors à son agresseur être de confession musulmane. L’assaillant lui a alors demandé de réciter une prière en arabe, ce qu’il a fait. Nathan Chiasson décide de l'épargner et se dirige vers d'autres passants. 
Il se dirige vers un couple de passants et attaque d’abord la femme. Son mari, Janusz Michalski, 56 ans, s’interpose et reçoit un violent coup de couteau, infligeant une plaie transfixiante au niveau du cœur, qui lui sera fatale. Ensuite, le tueur s'attaque à la femme qui reçoit un coup de couteau au niveau du cou. La blessure est importante. L’assaillant s'attaque ensuite à une joggeuse sur une route qui longe le parc. La joggeuse est touchée à plusieurs reprises au niveau du dos de blessures superficielles. Plusieurs autres personnes sont attaquées par l’assaillant. Hormis l’homme épargné après avoir fait état de sa religion, la gardienne du parc et un SDF ont aussi été menacés.

## Enquête
Les premiers éléments, ainsi que le profil psychologique de l'auteur, ne permettent pas d'affirmer, avec une certitude totale, une motivation terroriste. Néanmoins, dès la fin d'après-midi du 3 janvier, la section antiterroriste de la brigade criminelle de la direction régionale de la police judiciaire de la préfecture de police de Paris (DRPJ) est saisie de l'affaire. Des signes de radicalisation sont entrevus le samedi 4 janvier, le parquet national antiterroriste se saisit alors de l’enquête. Par la suite, les investigations permettent d'établir une radicalisation certaine du mis en cause ainsi qu'une préparation organisée de son passage à l'acte. Les policiers craignent un autre attentat qui serait effectué par plusieurs membres de l'entourage de l'auteur.

## Victimes
| Nom              | Sexe  | Âge | Situation                                        | Infos                      |
| ---------------- | ----- | --- | ------------------------------------------------ | -------------------------- |
| Janusz Michalski | Homme | 56  | Atteint au cœur : décédé                         | tué en protégeant sa femme |
| Karine G.        | Femme | 47  | Blessée au cou. Sortie de l’hôpital le 4 janvier | épouse du précédent        |
| Aurore K.        | Femme | 30  | Blessée au dos. Sortie de l’hôpital le 4 janvier | Joggeuse                   |

## Auteur
Nathan Chiasson est né le 23 juin 1997 aux Lilas (Seine-Saint-Denis). Il est décrit par sa famille comme ayant présenté très tôt de « hautes capacités intellectuelles », mais aussi une souffrance psychique précoce. Il fait l'objet d'un suivi psychiatrique dès l'enfance et est hospitalisé à plusieurs reprises, parfois « à la demande de ses parents ». 
Après un parcours scolaire classique jusqu’au bac, il intègre l’école de commerce ESSCA à Angers. Au bout d’un an, il arrête cependant cette formation. « Ce qui va créer des obstacles à la poursuite de ses études […], c’est à la fois ses problèmes psychologiques et des problèmes d’addictions à divers produits stupéfiants ».
Il est interné à l'hôpital Saint-Anne, entre février et mai 2019. Il est diagnostiqué schizophrène,,. Il se convertit à l'islam en « mai ou juillet 2017 ». Il est connu des services de police pour des délits de droit commun, mais n'est pas soupçonné de radicalisation. Il n'a pas de fiche S. Les premiers éléments de l'enquête montrent qu'il a minutieusement préparé son acte et laissent penser qu'il prévoit d'être tué lors de son attaque. Il a notamment vidé son appartement et écrit un testament,.
La mère du tueur évoque un « mariage religieux refusé » par un imam au motif que la démarche n'est pas précédée d'un mariage civil, ce qui aurait déclenché le passage à l'acte. Le matin de son attaque, il emmène à Villejuif un sac contenant notamment des ouvrages « salafistes » ainsi qu'une lettre aux accents testamentaires laissant entendre, selon les enquêteurs, qu'il songeait à « faire le grand saut ».

## Compagne de l'auteur
Marie M., la compagne de Nathan Chiasson, 22 ans, est mise sur écoute dès qu'elle est identifiée. Les enquêteurs la soupçonnent alors de prévoir de commettre une action violente contre les forces de l’ordre. Le 7 janvier, elle est interpellée à son domicile de Palaiseau (Essonne) et placée en garde à vue pour « association de malfaiteurs terroristes »,. Elle porte un couteau sur elle. Elle s'est convertie récemment mais est très croyante, a confié à une amie qu’elle souhaitait commettre un « suicide par police interposée », c’est-à-dire mourir sous les balles de policiers. Elle est considérée comme psychologiquement fragile. Marie fait déjà de nombreux séjours en psychiatrie et doit prochainement y retourner. Elle confirme en garde à vue sa volonté de tuer des policiers. Sa garde à vue est levée le 8 janvier et une hospitalisation est envisagée, compte tenu de la forte dominante suicidaire dans ses propos. Elle est libérée car le psychiatre n'a décelé « aucun trouble particulier chez elle ». En conséquence, les policiers des commissariats de Palaiseau et des Ulis sont appelés à la plus grande vigilance aux abords et dans l'enceinte des commissariats mais aussi lors des interventions policières « jusqu'à nouvel ordre ». Par ailleurs, les fonctionnaires assurant l'accueil des commissariats sont priés d'utiliser le détecteur de métaux sur toutes les personnes désirant pénétrer dans les lieux . Les policiers considèrent que le « passage à l'acte » peut concerner d'autres membres de l'entourage de « Marie M » et « Nathan C ».

## Analyses
L'ancienne élue socialiste Céline Pina critique l'utilisation systématique du mot « déséquilibré » pour expliquer la raison de cette attaque,.